# گربه وحشی اروپایی
گربهٔ وحشی اروپایی (نام علمی: Felis silvestris) نام یک گونه از سرده گربه‌ها است.